# Limpias
Limpias település Spanyolországban, Kantábria autonóm közösségben. Limpias Laredo, Liendo, Ampuero, Voto és Colindres községekkel határos. Lakosainak száma 1991 fő (2024).

## Népesség
A település népessége az elmúlt években az alábbi módon változott:
| Lakosok száma | 1330 | 1457 | 1536 | 1741 | 1897 | 1837 | 1824 | 1879 | 1993 | 1991 |
|               | 2001 | 2004 | 2007 | 2009 | 2012 | 2014 | 2017 | 2019 | 2022 | 2024 |